# Parnassia brevistyla
Parnassia brevistyla är en benvedsväxtart som först beskrevs av Friedrich Gustav Brieger, och fick sitt nu gällande namn av Hand.-mazz. Parnassia brevistyla ingår i släktet Parnassia och familjen Celastraceae. Inga underarter finns listade.